# Кріс Грейлінг
Крістофер Стівен «Кріс» Грейлінг (англ. Christopher Stephen «Chris» Grayling; нар. 1 квітня 1962, Лондон) — британський історик, журналіст і політик, член Консервативної партії. З 4 вересня 2012 є лордом-канцлером і міністром юстиції в уряді Девіда Кемерона. Це перший лорд-канцлер без юридичної освіти з 1558.
Він закінчив Кембриджський університет, де отримав ступінь бакалавра в галузі історії. У молодості він був членом Соціал-демократичної партії, звідки він перейшов через деякий час до консерваторів. У 1985 році він приєднався до інформаційного відділу BBC, спочатку як стажер, а потім як продюсер. У 1988 році він переїхав до Channel 4, де він був редактором економічних служб. У 1991 році він повернувся у BBC, де він працював у проекті «Вибори». У 1993–1997 він працював позаштатним телевізійним продюсером, а у 1997 році він перейшов до консалтингу. У тому ж році він вперше балотувався до Палати громад, але без успіху.
У 2001 переміг у парламентського окрузі Епсом і Юелл, графство Суррей. У 2005 році він був призначений до тіньового уряду, де він спочатку був «тіньовим» спікером Палати громад і міністром транспорту. У 2007–2009 він працював міністром праці і пенсій у тіні, а у 2009–2010 роках — міністра внутрішніх справ. Після виборів у 2010 році і створення коаліції консерваторів і ліберал-демократів став заступником міністра праці і пенсій. У ході реорганізації уряду у вересні 2012 він був призначений лордом-канцлером і міністром юстиції.